# Alexander Szymanowski
Alexander Szymanowski (født 13. oktober 1988 i Buenos Aires) er en argentinsk professional fodboldspiller med polske rødder, der spiller som venstre fløj for den spanske fodboldklub Leganés

## Karriere
Brøndby IF valgte den 27. juli 2015 at ophæve Alexander Szymanowskis kontrakt.